# جمعية الحشرات الروسية
جمعية الحشرات الروسية (Русское энтомологическое общество) هو المجتمع العلمي الروسي المكرس لعلم الحشرات.
تأسست الجمعية عام 1859م في سانت بطرسبرغ حيث كان من ضمن من شاركوا في تأسيسها كارل إرنست فون باير وجون فريدريك فون براندت الذي كان وقتها مديراً لمتحف علوم الحيوان التابع لأكاديمية العلوم الروسية.
انتخب كارل إرنست فون باير أول رئيس للجمعية.

## وصلات خارجية
- الموقع الرئيسي